# 安德斯·漢森
安德斯·漢森（Anders Hansen，1970年9月16日—）是一位丹麥職業高爾夫球選手。於1995年轉為職業選手。曾經進入世界排名前50位。是丹麥歷史上排名最高的高爾夫球手。他獲得過兩項賽事冠軍，分別是2002年的富豪錦標賽和2007年的BMW錦標賽。

## 外部連結
- PGA歐洲巡迴賽網站上的介紹
- PGA巡迴賽網站上的介紹